# San Giovanni Lupatoto
San Giovanni Lupatoto ist eine norditalienische Gemeinde (comune) mit 25.307 Einwohnern (Stand 31. Dezember 2023) in der Provinz Verona in Venetien. Der Ort liegt etwa sieben Kilometer südöstlich von Verona und etwa 100 Kilometer westlich von Venedig. Durch das Gebiet der Gemeinde fließt die Etsch.

## Verkehr
San Giovanni Lupatoto liegt an der Strada Statale 434 von Verona nach Rovigo. Wenige Kilometer nördlich des Ortes verläuft in west-östlicher Richtung die Autostrada A4 von Turin nach Triest.

## Gemeindepartnerschaft
San Giovanni Lupatoto unterhält eine Partnerschaft mit der französischen Gemeinde Seyssinet-Pariset im Département Isère.

## Persönlichkeiten
- Gastone Moschin (1929–2017), Theater- und Filmschauspieler